# Фенилэтиловый спирт
Фенилэти́ловый спирт (2-фенилэтанол) — ароматическое органическое соединение с химической формулой C6H5CH2CH2OH, одноатомный спирт. Содержится в розовом, гераниевом и других эфирных маслах. Получают синтетически. Применяют в парфюмерной промышленности как заменитель натурального розового масла.
Синонимы: фенетиловый спирт, β-фенилэтиловый спирт, бензилкарбинол.

## Свойства
Имеет вид бесцветной жидкости с запахом розы. Молярная масса 122,17 г/моль. Плавится при температуре −27 °C, кипит при 99—99,5 °C (10 мм рт. ст.), 220—222 °C (н. у.). Растворим в пропиленгликоле, 50 % спирте (50 г / 100 г), в воде (1,67 г / 100 г).
При перегонке с обезвоженным гидроксидом калия образуется стирол. Реакция используется в аналитической химии для качественного определения.
Окисление фенилэтанола даёт смесь фенилуксусной кислоты и фенилацетальдегида.

## Нахождение в природе
Содержится в различных эфирных маслах, прежде всего в розовом масле в количестве 25—65 %, также найден в гвоздичном, гераниевом, неролиевом и других. В различных смолах и бальзамах обнаружен коричный эфир фенилэтилового спирта.